# Conner Rousseau
Conner Rousseau (Sint-Niklaas, 13 november 1992) is een Belgisch politicus voor de sociaaldemocratische partij Vooruit. Hij werd in 2019 verkozen als Vlaams Parlementslid. Hij is partijvoorzitter sinds 2019, met een onderbreking tussen 2023 en 2024. Rousseau was de jongste partijvoorzitter ooit in België en zorgde in die functie voor een heropleving van de socialistische partij in Vlaanderen, met onder meer de naamsverandering van sp.a naar Vooruit.

## Afkomst en opleiding
Conner Rousseau is de zoon van Christel Geerts, Vooruit-politica, voormalig docent gerontologie en voormalig burgemeester van Sint-Niklaas, en van Jo Rousseau, 38 jaar lang algemeen directeur van De Barkentijn, het jeugdvakantiecentrum van het socialistische ziekenfonds in Nieuwpoort-Bad, gemeenteraadslid voor Pro Nieuwpoort – een lokale lijst rond Vooruit – en voormalig basketter bij Sunair Oostende. Rousseau heeft een zus, die 4 jaar jonger is, en een 19 jaar oudere halfbroer.
Conner Rouseau volgde tot 2011 middelbaar onderwijs aan het Sint-Jozef-Klein-Seminarie in Sint-Niklaas. Daarna studeerde hij rechten aan de Universiteit Gent, waar hij in 2018 afstudeerde met een masterproef over de voor- en nadelen van het geregistreerd kassasysteem in de horeca.
Rousseau werkte van 2013 tot 2014 als communicatieadviseur voor Vlaams minister Freya Van den Bossche en oefende diezelfde functie van 2015 tot 2017 uit voor partijvoorzitter John Crombez. Van 2017 tot 2019 was hij directeur communicatie van sp.a.

## Politieke carrière
Bij de Vlaamse verkiezingen van 26 mei 2019 koos de partij de toen 26-jarige Rousseau onverwacht als lijsttrekker in Oost-Vlaanderen. Rousseau werd verkozen met 17.438 voorkeurstemmen. Hij werd meteen na zijn eerste verkiezing aangeduid als fractieleider voor zijn partij in het Vlaams Parlement.

### Voorzitter
In september 2019 stelde hij zich kandidaat voor het voorzitterschap van sp.a om John Crombez op te volgen. Op 8 november 2019 werd hij tot voorzitter verkozen met 72% van de stemmen, waarmee hij het haalde van Hannes De Reu en Christ'l Van der Paal. Hierdoor wilde hij ontslag nemen als fractieleider en Vlaams Parlementslid, conform de decumulatieregels van de partij. Zijn fractie vroeg hem echter unaniem om op post te blijven als parlementslid; als fractieleider zou hij dan wel opgevolgd worden. Het werd voorgelegd aan het partijcongres van de partij, waar een 55% goedkeuring gaf om tegen het cumulverbod van de partij in om twee mandaten uit te voeren. Hannelore Goeman volgde hem wel op als fractieleider.
In mei 2020 nam hij samen met Paul Magnette, voorzitter van de PS, tijdens de aanslepende regeringsvorming van 2019-2020 het initiatief om de regeringsgesprekken opnieuw aan te vatten, die na de vorming van de tijdelijke regering-Wilmès II in maart dat jaar waren stilgevallen. Magnette en Rousseau stelden aan het einde van hun opdracht voor om een minderheidsregering te vormen, maar dat stuitte op te veel tegenkanting. Op 4 september 2020 kwam hij opnieuw aan de zet in de onderhandelingen, toen hij samen met Open Vld-voorzitter Egbert Lachaert door de koning aangesteld werd als preformateur. Zij bereikten een eerste akkoord om de Vivaldicoalitie (socialisten, liberalen, groenen en CD&V) op poten te zetten. Dit resulteerde uiteindelijk enkele weken later in de regering-De Croo. De sp.a kreeg daarin twee ministerposten. Rousseau haalde oudgediende Frank Vandenbroucke terug als vicepremier en minister van Volksgezondheid en Sociale Zaken. Daarnaast stelde hij Meryame Kitir aan als minister van Ontwikkelingssamenwerking.

#### Vooruit
Als partijvoorzitter besliste Rousseau eveneens om de naam van sp.a te veranderen naar Vooruit. Normaal had die naamsverandering in december 2020 moeten plaatsvinden, maar vanwege de coronapandemie werd die uitgesteld naar maart 2021.
In juni 2023 werd Rousseau met 95,6 procent als enige kandidaat herkozen als voorzitter van Vooruit. Op 17 november 2023 nam hij ontslag als partijvoorzitter na controverse rond zijn ongepaste uitlatingen over onder meer de Roma-gemeenschap. De dag nadien op 18 november 2023 volgde Melissa Depraetere hem op. Op 7 december 2023 kondigde Rousseau daarbovenop zijn ontslag als Vlaams Parlementslid aan. Na zijn ontslag als parlementslid richtte Rousseau zijn eenmansvennootschap The Extra Mile op, waarmee hij strategisch advies en communicatieadvies verleende aan bedrijven, voornamelijk in Nederland.
Rousseau werd in november 2023 aangekondigd als lijsttrekker in de kieskring Oost-Vlaanderen bij de Vlaamse verkiezingen. Een provinciaal congres van de partij in Oost-Vlaanderen moest deze keuze in januari 2024 bekrachtigen, maar uiteindelijk besloot Rousseau het lijsttrekkerschap aan zich voorbij te laten gaan, omdat hij zich na de heisa rond zijn persoon nog niet klaar voelde om een prominente rol in de campagne te spelen. De partij bood hem vervolgens de plek van lijstduwer aan op de Vlaamse lijst in de kieskring Oost-Vlaanderen, wat Rousseau op 10 april publiek liet weten te accepteren. Hij verklaarde met de politiek te stoppen indien hij niet verkozen geraakte. Op de verkiezingen van 9 juni kreeg hij met 75.801 stemmen het hoogste aantal voorkeurstemmen in Oost-Vlaanderen en was daarmee verkozen. Rousseau nam vervolgens opnieuw zitting in het Vlaams Parlement.
Na de verkiezingen besloot Melissa Depraetere zich geen kandidaat te stellen bij de nieuwe voorzittersverkiezingen die werden uitgeschreven bij Vooruit, waarna Rousseau zich meldde om opnieuw als partijvoorzitter te worden gekozen. Na het afsluiten van de kandidaturen bleek dat Rousseau de enige kandidaat was voor de functie. Hij werd op 18 juli 2024 met 94% van de stemmen opnieuw verkozen als voorzitter.
Bij de lokale verkiezingen van oktober 2024 was Rousseau voor Vooruit lijsttrekker in de stad Sint-Niklaas en zodus kandidaat-burgemeester. De socialisten boekten stevige vooruitgang en zagen hun zetelaantal meer dan verdubbelen (van 5 naar 12 zetels), maar de N-VA van uittredend burgemeester Lieven Dehandschutter bleef de grootste partij van de stad, waardoor Rousseau het burgemeesterschap niet kon opeisen. Er werd daarop een schepencollege gevormd bestaande uit N-VA, Vooruit en CD&V. Rousseau trad niet toe tot het college van burgemeester en schepenen, al ging hij wel in de gemeenteraad zetelen.

### Mogelijk niet-naleven van de coronamaatregelen
Eind juli 2020 ontstond er ophef op sociale media nadat de rechts-satirische nieuwssite 't Scheldt een videofilmpje had gepubliceerd van een dansende Conner Rousseau zonder mondkapje in een menigte, in volle coronacrisis op een trouwfeest in het Zuid-Franse Fréjus. Volgens de nieuwssite was dit zonder inachtname van de social distancing. Volgens Rousseau ging het echter om het trouwfeest van zijn halfbroer dat plaatsvond in private kring en werd georganiseerd in openlucht en volledig conform de op dat moment (in Frankrijk) geldende coronamaatregelen. Bovendien had hij zich bij zijn terugkomst in België onmiddellijk laten testen met een negatief resultaat tot gevolg.

### Eenzijdig publicatieverbod
Op 28 september 2023 kwam Conner Rousseau in aanvaring met Het Laatste Nieuws en VTM Nieuws nadat de rechter in kort geding op verzoek van Rousseau een verbod (op straffe van een dwangsom) had opgelegd tegen de publicatie van een aantal passages uit het proces-verbaal dat de Sint-Niklase politie had opgemaakt op 13 september. Volgens dit pv zou Rousseau tijdens een feestelijke nacht in zijn stamcafé elf dagen eerder "mogelijk racistische uitspraken" hebben gedaan tegen de dienstdoende agenten. De rechterlijke beschikking zorgde voor ophef omdat ze werd uitgesproken na het indienen van een eenzijdig verzoekschrift, met andere woorden zonder dat de argumenten van de tegenpartij werden gehoord. De voorzitter van de rechtbank van eerste aanleg oordeelde dat het wereldkundig maken van informatie uit het pv of uit andere stukken van het lopende opsporings- of gerechtelijk onderzoek – die vallen onder het geheim van het onderzoek – in een artikel of reportage, Rousseaus rechten van verdediging op voorhand en onherstelbaar zouden schenden.
Volgens diverse deskundigen in mediarecht echter is dergelijk, door politici aangevraagd en zonder tegenspraak uitgevaardigd publicatieverbod zeer uitzonderlijk en zelfs in strijd met de Belgische grondwet en het door het EVRM verankerd verbod op preventieve censuur. Gemotiveerd door experts die gewagen van een aanslag op de persvrijheid tekende DPG Media (als eigenaar van HLN en VTM Nieuws) derdenverzet aan tegen de beschikking. Zij werd daarin gevolgd door de Vlaamse Vereniging van Journalisten (VVJ).
Op 28 maart 2024 vernietigde het hof van beroep van Gent het eenzijdig publicatieverbod van de kortgedingrechter wegens ongegrond. Het hof wees erop dat "burgers recht hebben op informatie", zeker als het gaat over over een maatschappelijk zeer relevant onderwerp, "met name de (vermeende) racistische uitlatingen over een bepaalde bevolkingsgroep door de voorzitter van een sociaaldemocratische partij (die net strijdt tegen racisme en voor een inclusieve en diverse samenleving)", die bovendien werden uitgesproken op een publieke plaats. Daarenboven sloeg het gewraakte artikel niet op de persoon van Rousseau zelf ("die nochtans als politicus en publiek figuur zélf vaak de media-aandacht opzocht") of op wat tot zijn strikte privéleven behoort en had Rousseau ervoor ook de kans gekregen om de inhoud ervan te kennen. Rousseau werd veroordeeld tot het betalen van een rechtsplegingsvergoeding aan DPG Media en de Vlaamse Vereniging van Journalisten (VVJ) van elk 3.600 euro.

### Racistische en seksistische uitspraken
Na te zijn verhoord door de Federale Gerechtelijke Politie van Gent, het inkijken van het proces-verbaal en het bekijken van de bodycambeelden van de Sint-Niklase politie, gaf Rousseau op 5 oktober een persconferentie. Daarin bood hij zijn "oprechte excuses" aan voor de "foute uitspraken op een fout moment" die hij had gedaan terwijl hij dronken was, over een aantal mensen van de Roma-gemeenschap, maar "zonder dat hij de intentie had iemand te willen kwetsen". Zich niet langer gebonden voelend door het publicatieverbod publiceerden zowel HLN als VTM Nieuws de gewraakte passages uit het pv. Hierop stelde Unia een onderzoek in naar het incident voor racisme een aanzetten tot geweld.
Op 15 november besliste het parket van Oost-Vlaanderen in een bemiddelingsprocedure dat Rousseau wegens zijn uitspraken therapie moet volgen en een bezoek moet brengen aan Kazerne Dossin in Mechelen, waar een museum is over vervolging van Joden en Roma tijdens de Tweede Wereldoorlog.
Op 16 november 2023 publiceerde de krant Het Nieuwsblad de uitspraken, waarin hij niet alleen ongepaste taal had gesproken over de Roma-gemeenschap, maar zich ook denigrerend had uitgelaten over een voorbijganger met een hanenkam en een vriendin in seksistische bewoordingen had aangeprezen bij de politieagenten. Daags nadien, op 17 november 2023, bracht Het Nieuwsblad nogmaals uitspraken, letterlijk uit het proces-verbaal en bodycams van de politie. Deze publicaties deden Rousseau diezelfde dag besluiten om "per direct" ontslag te nemen als partijvoorzitter.
Het parket van Oost-Vlaanderen stelde maatregelen en voorwaarden aan Rousseau om niet vervolgd te worden. Hij kwam die na en na een positief eindverslag van de justitie-assistent besloot het parket hem in mei 2024 buiten vervolging te stellen. Een Brusselse Roma-vzw was het daar echter niet mee eens en besloot hem dezelfde maand als burgerlijke partij rechtstreeks te dagvaarden, waardoor Rousseau alsnog voor de rechter moest verschijnen. Rousseau vermoedde dat de timing van die dagvaarding te maken had met de nakende verkiezingen. In juni 2024 werd de klacht onontvankelijk verklaard, omdat de vzw geen belanghebbende is in de zaak.

## Trivia
- In 2020 nam hij deel aan het achttiende seizoen van de televisiequiz De Slimste Mens ter Wereld, waarin hij na zeven deelnames afviel.
- In 2021 was Rousseau te gast in Het Huis op Eén.
- In 2022 nam Rousseau deel aan het tweede seizoen van The Masked Singer op VTM. Met zijn personage Konijn raakte hij tot in de finale en kwam op de derde plaats te staan.[46]
- Ook in 2022 nam Rousseau deel aan een BV-aflevering van Fear Factor op Play4.
- Na aanhoudende geruchten en geseponeerde meldingen en een klacht over seksueel grensoverschrijdend gedrag kwam Conner Rousseau op 14 juni 2023 in een videopost op Instagram en zijn YouTube-kanaal openlijk uit voor zijn biseksualiteit.[47] Zijn videoboodschap, geregisseerd door onafhankelijk reportagemaker Eric Goens, lokte in Vlaamse mediakringen kritiek uit omdat de nieuwsredacties het aangeboden interview enkel mochten uitzenden tegen betaling, wat zeer ongebruikelijk is.[48]